# Verwaltungsgemeinschaft Hermsdorf
Die Verwaltungsgemeinschaft Hermsdorf ist eine Verwaltungsgemeinschaft im thüringischen Saale-Holzland-Kreis. Der Verwaltungsgemeinschaft gehören die Stadt Hermsdorf und vier Gemeinden an. Mit rund 11.000 Einwohnern ist sie die einwohnerstärkste Verwaltungsgemeinschaft in Thüringen.
Die Verwaltungsgemeinschaft hat ihren Sitz in Hermsdorf.

## Die Gemeinden
- Hermsdorf, Stadt
- Mörsdorf
- Reichenbach
- Schleifreisen
- St. Gangloff

## Geschichte
Die Verwaltungsgemeinschaft entstand zum 1. Januar 1996 auf freiwilliger Basis.